# بني شديق (جحانة)

تعديل مصدري - تعديل

بني شديق هي إحدى قرى عزلة اليمانية السفلى بمديرية جحانة التابعة لمحافظة صنعاء، بلغ تعداد سكانها 478 نسمة حسب تعداد اليمن لعام 2004.